# Berceuse pour moi
Albums de Anne Sylvestre
Lazare et Cécile Mousse
Berceuse pour moi est un album d'Anne Sylvestre paru chez Philips. Il est paru sous le titre Anne Sylvestre no 5. Il est désigné par convention sous le titre de sa première chanson afin d'éviter toute confusion.

## Historique
C'est le cinquième album d'Anne Sylvestre, qui écrit et compose toutes les chansons. C'est également le dernier album qu'elle enregistre chez Philips ; l'album suivant est enregistré chez les disques Meys, avant qu'Anne Sylvestre ne devienne sa propre productrice.

## Titres
Face A :
| No | Titre              | Durée      |
| -- | ------------------ | ---------- |
| 1. | Berceuse pour moi  | 5 min 01 s |
| 2. | Mes sabots de bois | 1 min 55 s |
| 3. | La Rose des vents  | 3 min 53 s |
| 4. | La Serpente        | 2 min 20 s |
| 5. | Le Géranium        | 2 min 48 s |
| 6. | Lonlère            | 3 min 20 s |

Face B :
| No | Titre                | Durée      |
| -- | -------------------- | ---------- |
| 1. | Merci, oh merci      | 3 min 30 s |
| 2. | Le Pêcheur de perles | 3 min 50 s |
| 3. | Mon Grand-Père Louis | 2 min 47 s |
| 4. | C'était ce soir      | 2 min 55 s |
| 5. | Baptiste             | 2 min 36 s |
| 6. | Pour une solitude    | 2 min 48 s |

## Musiciens
- François Rauber et son orchestre
- Alain Goraguer et son orchestre

## Production
- Philips
- Prise de son : Paul Houdebine
- Photo : Henri Droux

## Classement
| Classement (1967) | Meilleure place |
| ----------------- | --------------- |
| France (SNEP)     | 15              |

## Récompenses
Certaines pochettes du disque portent une étiquette « Grand Prix international du disque Académie Charles Cros », et la réédition de 1968 le porte imprimé au dos de la pochette. L'Académie Charles Cros ne confirme aucun prix avant 2002.